# Nannie Helen Burroughs

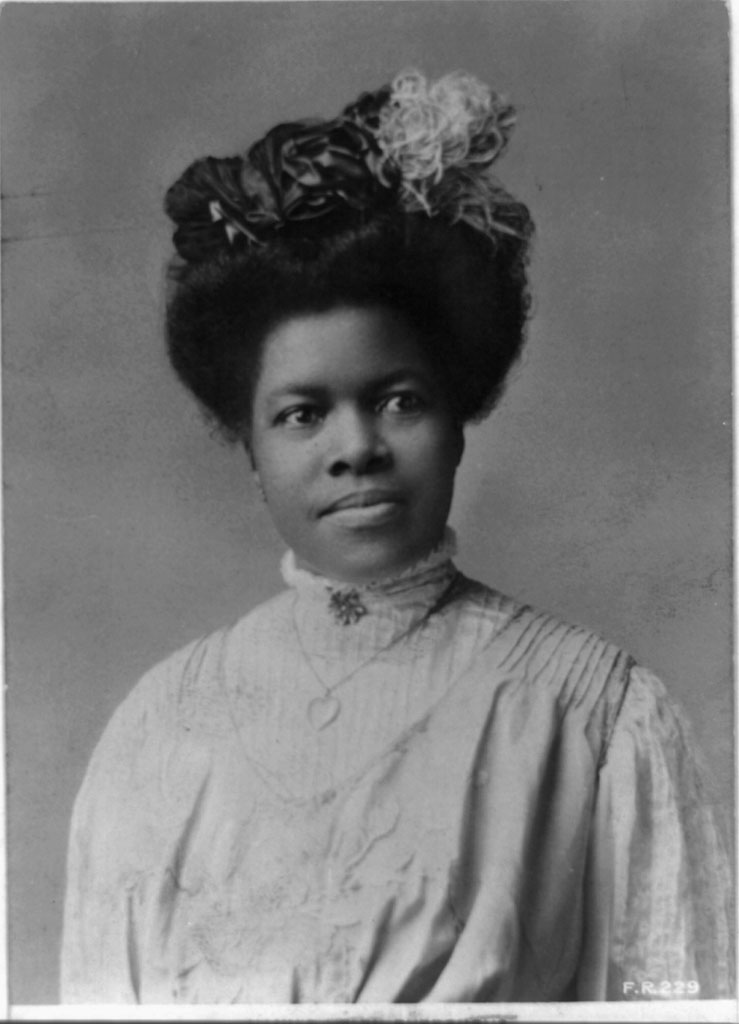
Nannie Helen Burroughs, 1913

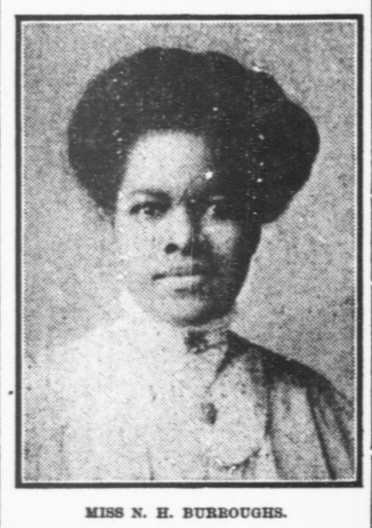
Nannie Helen Burroughs, 1913

Nannie Helen Burroughs (* 2. Mai 1879 in Orange, Virginia, USA; † 20. Mai 1961 in Washington, D.C., USA) war eine US-amerikanische Pädagogin und Bürgerrechtlerin. 1909 gründete sie die National Training School for Women and Girls in Washington, D.C.

## Leben und Werk

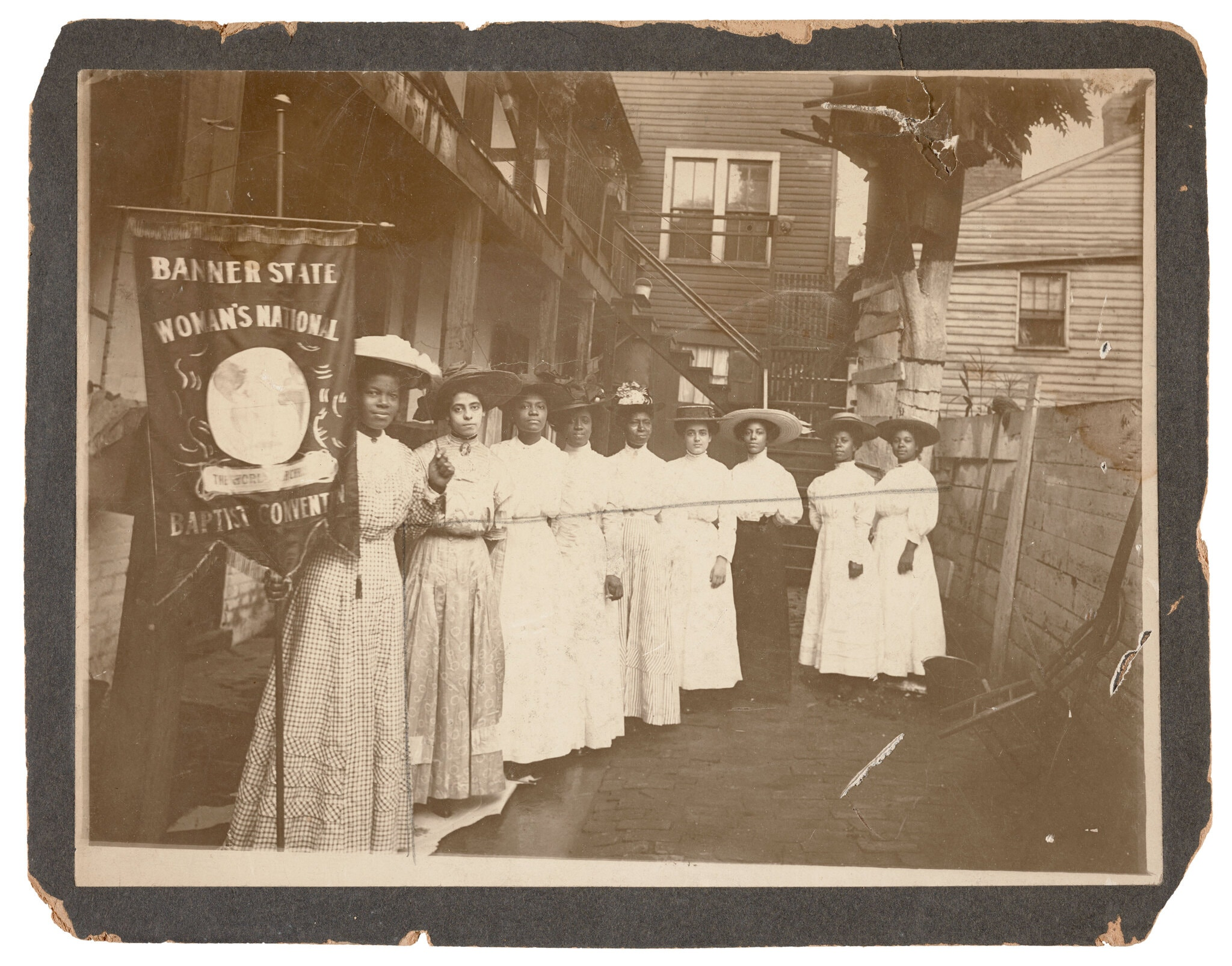
Nannie Burroughs hält das Banner der National Baptist Convention.

Burroughs war die älteste der Töchter der ehemaligen Sklavin Jennie Burroughs und des Bauern John Burroughs. Nach dem Tod ihres Vaters zog sie mit ihrer Mutter 1883 nach Washington, D.C., wo sie 1896 die M Street High School mit Auszeichnung abschloss. 1902 studierte sie Betriebswirtschaft an der Eckstein Norton University, machte 1904 ihren Abschluss und wurde Mitglied der Theologischen Fakultät der Louisville State University. 1907 erhielt sie den Ehren-Master-Abschluss der Eckstein Norton University in Kentucky.
Da Burroughs keine Stelle als Lehrerin für Hauswirtschaftslehre im öffentlichen Schulsystem des District of Columbia finden konnte, arbeitete sie in verschiedenen Jobs, bevor sie eine Anstellung als Sekretärin für das Foreign Mission Board der National Baptist Convention in Louisville (Kentucky) fand. In ihrer Freizeit organisierte sie den Woman’s Industrial Club, der neben preisgünstigen Mittagessen für Büroangestellte auch Abendkurse in Maschinenschrift, Stenografie, Buchführung und Nähen für Mitglieder veranstaltete.

## National Training School for Women and Girls

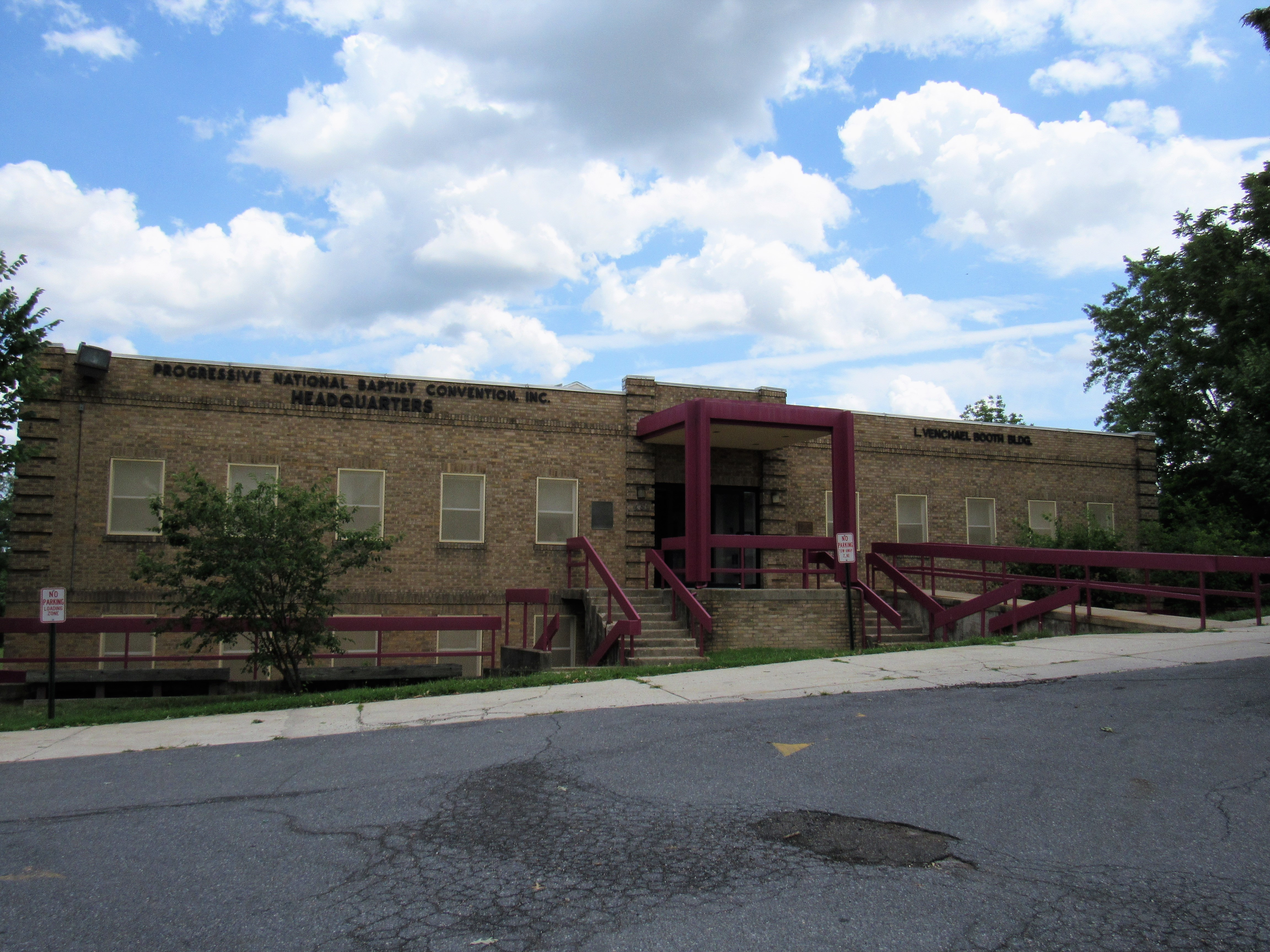
Trades Hall der National Training School for Women and Girls, auch bekannt als Nannie Helen Burroughs School und Sitz der Progressive National Baptist Convention

Burroughs überzeugte die Woman’s Convention, die National Training School for Women and Girls zu gründen, die am 19. Oktober 1909 in Lincoln Heights, Washington, D.C. eröffnet wurde. Ursprünglich wurde die Schule in einem kleinen Bauernhaus betrieben. 1928 wurde ein größeres Gebäude Trades Hall gebaut. Als Schulpräsidentin bis zu ihrem Tod sammelte Burroughs Geld, um den Kaufpreis von 6000 Dollar abzubezahlen. Bis 1960 hatte sich die Anlage von einem auf neun Gebäude und von sechs auf dreizehn Morgen erweitert. 1934 erhielt ihre Schule den Namen National Trades and Professional School for Women und bis dahin hatten mehr als 2000 Mädchen und Frauen aus den Vereinigten Staaten, der Karibik und Afrika akademische, Hauswirtschafts-, Handels-, Sozialdienst- und Missionskurse besucht.

## Clubengagement
Burroughs war eine aktive Teilnehmerin der Clubbewegung afroamerikanischer Frauen im späten 19. und frühen 20. Jahrhundert. 1896 war sie mit Mary Church Terrell Gründungsmitglied der National Association of Coloured Women (NACW), eines Zusammenschlusses von mehr als 100 lokalen Frauenclubs. Sie leitete das Anti-Lynching-Komitee der NACW, war Gründungsmitglied der Anti-Lynching Crusaders und gehörte der Frauenabteilung der Kommission für interrassische Zusammenarbeit an. 1900 war Burroughs bei der Gründung der separaten Women’s Convention beteiligt, einer Hilfsorganisation der National Baptist Convention, und war 48 Jahre lang deren korrespondierende Sekretärin. Sie gründete die National Association of Wage Earners und war deren Präsidentin. Während der Depression organisierte Burroughs eine Genossenschaft im Nordosten von Washington (später Cooperative Industries, Inc. genannt), die Einrichtungen für eine Vielzahl von Dienstleistungen bereitstellte, darunter eine medizinische Klinik. Burroughs war Mitglied der Ladies’ Union Band, Saturday Evening und Daughters of the Round Table Clubs. Sie nahm auch aktiv an der National Association for the Advancement of Colored People (NAACP) teil und war in den 1940er Jahren zusammen mit Mary McLeod Bethune eine von zwei Vizepräsidentinnen in dem Vorstand. 1929 wurde sie von der Verwaltung von Präsident Herbert Hoover zur Ausschussvorsitzenden für die White House Conference of 1931 Home Building and Ownership ernannt.
1961 starb sie in Washington, D.C. und wurde in der Nineteenth Street Baptist Church beigesetzt, wo sie Mitglied war. An ihrer Beerdigung in der Nineteenth Street Baptist Church nahmen mehr als 5500 Menschen teil.

## Ehrungen
- 1944 verlieh ihr die Shaw University in Raleigh (North Carolina) einen LL.D.
- 1958 ehrte das Washingtoner Chapter der Lincoln University Alumni Association sie beim jährlichen Founders Day Bankett.
- 1964 wurde die Training School in Nannie Helen Burroughs School umbenannt. Die Schule wurde 1991 in das National Register of Historic Places aufgenommen.
- 1907 erhielt sie einen Ehren-MA von der Eckstein Norton University, die 1912 mit der Simpson University fusionierte.
- 1975 erklärte der Bürgermeister von Washington, D. C. Walter Washington den 10. Mai zum Nanni Helen Burroughs Day.
- Die Nannie Helen Burroughs Avenue in Washington, D.C. ist nach ihr benannt.
- 1997 ehrte das National Women’s History Project Burroughs während des Women’s History Month.

## Veröffentlichungen (Auswahl)
- 1927: Southern Workman
- Think on These Things. 1982
- The Dream and the Dreamer. 1956
- The Slabtown District Convention: The Most Popular Church Play in the Country: A Comedy in One Act, Full of Wit, Good Sense, Practical Lessons. 1961